# Daman
|  | Per a altres significats, vegeu «Daman (desambiguació)». |

Daman (abans Damão en portuguès) és una ciutat i municipi de l'Índia, capital del territori de Daman i Diu. Està dividida en dues parts pel riu Ganga: Nanidaman (Petita Daman) i Motidaman (Gran Daman), encara que la primera és la més gran i important. La població al cens del 2001 era de 35.743 habitants. El seu territori està format només per la ciutat, mentre que l'antiga pargana adjunta de Nagar Haveli (a pocs quilòmetres a l'interior, avui una taluka), forma part del territori de Dadra i Nagar Haveli. La ciutat té un petit aeroport de la Guàrdia Costera 

## Història
A Daman va arribar Vasco de Gama el [1498]. Els portuguesos la van saquejar el 1531 però es va recuperar; el 1558 els portuguesos hi van desembarcar; el 2 de febrer de 1559 Dom Constantino de Bragança va assegurar el territori, i els portuguesos hi van establir una colònia i un fort. La mesquita va esdevenir església i van construir en anys posteriors altres 8 esglésies. Sota domini portuguès el govern de Daman incloïa la pargana de Nagar Haveli i altres territoris annexes, amb una superfície conjunta de 386 km². La pargana estava separada per uns 10 km de territori no portuguès (mahrata i finalment britànic).
La ciutat pròpia s'estenia en una superfície de 57 km² i incloïa 26 pobles amb una població el que el 1900 va arribar a 17.391 habitants. La pargana de Nagar Haveli, tenia una superfície de 155 km² i una població el 1900 de 24.280 habitants i estava al seu torn subdividida en dues parts: Eteli Pati i Upeli Pati (72 pobles en total, 22 i 50) i va ser cedida als portuguesos pels marathes el 6 de gener de 1780 pel tractat de Poona, en compensació per actes de pirateria comesos contra un vaixell amb bandera portuguesa.
Daman va patir una plaga el 1897 i anys immediats posteriors. La població de tota la colònia era (1900) de 41.671. La ciutat sola tenia el 1850 una població de 33.559, però va perdre molts habitants (el 1880 havia baixat uns deu mil), especialment entre 1897 i 1899. La colònia de Daman i dependències formava un districte dins l'Índia Portuguesa i era municipalitat. Estava governada per un governador amb facultats civils i militars, però subordinat al governador general de Goa.
La ciutat va passar a l'Índia després de la conquesta de Goa el desembre de 1961. Els habitants de la ciutat van lluitar al costat de Portugal i gran part es consideren més portuguesos que indis.